# عرشیا تک‌دستان
عرشیا تک‌دستان جوان هجده ساله و زندانی سیاسی محکوم به اعدام در ایران است. وی در ۳۰ شهریور ۱۴۰۱ در نوشهر، استان مازندران دستگیر شد. اعترافاتی که در دورانِ بازجویی از وی گرفته شده، تحت آزار و اذیت و فشارِ اعمال شده بر وی صورت گرفته‌است.

## دستگیری
در ۱۲ دی ۱۴۰۱ (۲ ژانویه ۲۰۲۳) یکی از نزدیکان عرشیا تک‌دستان، در نوشهر، استان مازندران در گفت‌وگو با ایندیپندنت فارسی خبر داد شعبه اول دادگاه انقلاب ساری، عرشیا را به اتهام شرکت در خیزش سراسری علیه نظام جمهوری اسلامی و مشارکت در آتش زدن خودروی پلیس، با اتهام افساد فی‌الارض، به اعدام محکوم کرده‌است. بر اساس تصویری که از حکم قاضی دادگاه جمهوری اسلامی برای ایندیپندنت فارسی ارسال شده‌است، اتهام‌های عرشیا تک‌دستان در این پرونده، «افساد فی‌الارض از طریق ارتکاب جرم به صورت گسترده علیه امنیت داخلی کشور»، «تخریب، ایجاد حریق و خرابکاری در اموال عمومی»، «اغوا و تحریک مردم به جنگ و کشتار با یکدیگر»، «اجتماع و تبانی بر ضد امنیت کشور»، «فعالیت تبلیغی علیه نظام» و «توهین به مقام معظم رهبری» ذکر شده‌است. در بخشی از حکم شعبه اول دادگاه انقلاب ساری آمده‌است که حکم اعدام برای تک‌دستان، بر اساس گزارش اداره اطلاعات سپاه پاسداران انقلاب اسلامی و فرماندهی نیروی انتظامی نوشهر صادر شده و در ادامه ذکر شده‌است که «اقدامات انجام‌شده موجب حضور جمعیت حدود سه هزار نفری در میدان آزادی آن شهرستان گردیده و علاوه بر خسارات مادی، موجب تهییج و تحریک دشمنان نظام گردید». در این حکم همچنین ادعا می‌شود عرشیا تک‌دستان اعتراف کرده‌است: «روز اول اغتشاشات در میدان آزادی حاضر بودم.»
این حکم هنوز در دیوان عالی کشور تأیید نشده‌است.

## شکنجه
عفو بین‌الملل اعلام کرد جمهوری اسلامی باید فوراً «محکومیت ناعادلانه» و حکم اعدام عرشیا تکدستان را که زیر «شکنجه‌های هولناک، از جمله، شلاق، شوک الکتریکی، وارونه‌آویزان‌شدن و تهدید به مرگ با اسلحه، قرار گرفته» لغو کند. وی در دوره شکنجه، دچار شکستگی انگشت و نیز مشکل حافظه شده‌است.